# Titus O’Neil
Thaddeus Michael Bullard (ur. 29 kwietnia 1977 w Boynton Beach) – amerykański profesjonalny wrestler i gracz futbolu amerykańskiego, występował w Florida Champioship Wrestling. W WWE zadebiutował w brandzie Smackdown pod ringowym imieniem jako Titus O’Neil. Wcześniej wziął udział w 2 i 5 sezonie NXT.

## Debiut z Darrenem Youngiem (2012-2014)
Na SmackDown Titus O’Neil zadebiutował wraz z jego byłym parterem tag-teamowym – Darrenem Youngiem. Pokonali wtedy The Usos.
W tym samym roku nawiązali współpracę z A.W, jednak szybko skończyli współpracować. Walczyli wtedy jako Primetime Players. Rywalizowali z m.in.: Team Hell No, Reyem Mysterio i Sinem Carą, R-Truthem i Kofim Kingstonem, The Usos i innymi. Na Night Of Champions wygrali z 3MB, The Usos, Tons of Funk i The Real Americans i mogli zawalczyć z The Shield o WWE Tag Team Championship. Nie udało im się zdobyć pasów. W 2014 roku Titus O’Neil zaatakował Darrena Younga aż po dwóch latach współpracy. Przegrał z nim w tym samym roku, w Main Evencie.

## Współpraca z Heathem Slaterem (2014)
Po tym jak Titus O’Neil przestał współpracować z Darrenem Youngiem, zaczął współpracę z Heathem Slaterem, pod nazwą Slater-Gator. Nie zdobyli żadnych pasów mistrzowskich, szybko rozwiązali tag-team po wielu porażkach.

## Powrót The Primetime Players (2015–2016)
Titus O’Neil w 2015 wystąpił w Royal Rumble matchu. Został wyeliminowany przez Romana Reignsa i Deana Ambrosa już w cztery sekundy. Kiedy Darren Young powrócił i miał zawalczyć, został zaatakowany przez The Ascension. Titus O’Neil zaeragował i obronił go. Powrócili jako Primetime Players, pokonali The Ascension i odnosili sukcesy. Na Money In The Bank pokonali The New Day i zdobyli pierwsze pasy mistrzowskie. Stracili je na Summerslam w Fatal 4-Way Tag Team matchu. Nie udało im się zdobyć pasów i rozwiązali współprace 8 lutego 2016 roku.

## Titus Worldwide (od 2017)
Titus O’Neil nawiązał kolejną współpracę z Apollo Crewsem. Następnie do jego "branży" dołączył Akira Tozawa i zdobył Cruiserweight Championship dzięki ich współpracy. Pas stracił na rzecz Nevilla, z którym wygrał i zdobył pas. Aktualnie w ich branży znajdują się Apollo Crews i Dana Brooke. 8 stycznia 2018 roku pokonali Sheamusa i Ceasro.

## Tytuły i osiągnięcia
- Florida Championship Wrestling
  - Florida Tag Team Championship (1 raz) – z Damien Sandow

- Pro Wrestling Illustrated
  - PWI sklasyfikowało go na 249 miejscu z 500 wrestlerów PWI 500 w 2011 roku

### World Wrestling Entertainment
WWE Tag Team Championship (1 raz) – z Darren Young